# 1152 Pawona
1152 Pawona è un asteroide della fascia principale del diametro medio di circa 15,69 km. Scoperto nel 1930, presenta un'orbita caratterizzata da un semiasse maggiore pari a 2,4268782 UA e da un'eccentricità di 0,0431040, inclinata di 5,08214° rispetto all'eclittica.
Questo asteroide è stato nominato con un'unione dei cognomi degli astronomi Johann Palisa e Max Wolf.